# Ghilvaci
Ghilvaci (węg. Gilvács) – wieś w Rumunii, w okręgu Satu Mare, w gminie Moftin. W 2011 roku liczyła 447 mieszkańców. 